# Digitaria myurus
Digitaria myurus är en gräsart som beskrevs av Otto Stapf. Digitaria myurus ingår i släktet fingerhirser, och familjen gräs. Inga underarter finns listade i Catalogue of Life.